# Marie Brand und der Liebesmord
Marie Brand und der Liebesmord ist die 20. Episode der Krimiserie Marie Brand. Der Fernsehfilm mit Mariele Millowitsch in der Titelrolle und Hinnerk Schönemann als Kriminalhauptkommissar Jürgen Simmel wurde am 22. April 2017 erstmals im ZDF ausgestrahlt.

## Handlung
Die Teilhaberin der Online-Partnervermittlung „Amore Grande“ Jennifer Winkler wird tot aufgefunden. Was zunächst nach Herzversagen beim Joggen aussieht, stellt sich nach der Obduktion als Mord heraus. Der Mörder hatte ihr gezielt Insulin in die Halsvene gespritzt. Kommissarin Marie Brand und ihr Kollege Jürgen Simmel nehmen die Ermittlungen auf. Als erstes befragen sie die Miteigentümer Karsten und Christian Wenke, die sogleich ihren ehemaligen Mitarbeiter Ben Seidel beschuldigen. Seidel zeigt sich geschockt, als er vom Tod seiner Exfreundin erfährt. Von ihm erhalten die Ermittler einen Hinweise auf Dietrich Degenhardt, einem erbitterten Konkurrenten auf dem Online-Dating-Markt. Er hat vor kurzem einen Prozess gegen Jennifer Winkler verloren, woraufhin er jetzt große finanzielle Probleme hat. Marie Brand findet schnell heraus, dass Degenhardt Diabetiker ist und sich dementsprechend mit der Injektion von Insulin auskennt. Für den Täter hält sie ihn nach eingehender Prüfung allerdings nicht.
Jürgen Simmel findet einen Zusammenhang zu einem Fall in der Vergangenheit, bei dem ebenfalls eine junge Frau durch eine Insulininjektion verletzt wurde und seitdem im Koma liegt. Auch diese Frau war Kundin bei „Amore Grande“, sodass der Täter möglicherweise über diese Plattform seine Opfer ausgewählt hat. Marie Brand versucht ihm daher eine Falle zu stellen und eröffnet kurzerhand ein Online-Profil bei der Partnervermittlungsfirma. Nachdem sie einige Kandidaten „aussortieren“ konnte, nimmt sie Dr. Steffen Gruber in die engere Auswahl. Doch obwohl sie sich nicht noch einmal mit ihm verabredet hat, lauert er ihr in der Tiefgarage auf. Panisch flieht die Kommissarin und wird kurz darauf durch eine Insulininjektion außer Gefecht gesetzt. Zum Glück kann Jürgen Simmel ihr zu Hilfe eilen und sie rechtzeitig ins Krankenhaus bringen. Während Marie Brand davon überzeugt ist, dass Gruber der Täter ist, ist auch Ben Seidel auf Gruber aufmerksam geworden und hält ihn ebenfalls für den Mörder an seiner Exfreundin. Bei dem Versuch, ihn zu stellen, besprüht er ihn mit Reizgas, woraufhin Gruber panisch versucht, mit dem Auto zu fliehen und Seidel dabei ungewollt überfährt. Beim Verhör stellt sich heraus, dass nicht er Jennifer Winkler getötet hat, sondern seine Frau. Sie war dahintergekommen, dass ihr Mann sie betrügt und hatte aus Angst, dass ihr Mann sie verlassen könnte, seine Online-Freundinnen kurzerhand aus dem Weg geräumt. Bei dem Versuch, die nächste Kandidatin zu töten, kann Sabine Gruber rechtzeitig gestoppt und verhaftet werden.

## Hintergrund
Die Folge wurde von der Warner Bros. International Television Production (Eyeworks) produziert und in Köln und Umgebung gedreht.

## Rezeption

### Einschaltquoten
Der Fernsehfilm Marie Brand und der Liebesmord erreichte bei seiner Erstausstrahlung im ZDF am 22. April 2017 durchschnittlich 7,36 Millionen Zuschauer was 23,8 Prozent des Marktanteils in Deutschland entsprach.

### Kritiken
Bei der fnp.de wertete Ulrich Feld: „Die Geschichte zitiert nicht nur ‚Wahre Liebe‘, sondern auch dessen Vorbild ‚Sea of Love‘. Aber der Marie Brand-Film macht das nicht nur erheblich besser, sondern überzeugt dabei auch mit seinem Humor. Die Wortgefechte zwischen Marie Brand und ihrem etwas linkisch angelegten Assistenten sprühen vor geistreichen Pointen. Dazu sind die Eigenheiten von Brand und Simmel - bei ihr die Angst vor dem Alter und dem Verlust der Attraktivität, bei ihm Einsamkeit und die Liebe zu schnellen Autos - sehr schön mit der Krimi-Handlung kombiniert.“
Volker Bergmeister beurteilt diese Episode bei tittelbach.tv positiv und meint: „Grundsolide Geschichte und ein starker Episoden-Cast. Das ist schnörkellose Krimi-Unterhaltung mit Witz & Tempo.“
Die Kritiker der Fernsehzeitschrift TV Spielfilm vergaben die beste Wertung (Daumen nach oben) und meinten, der Film wirke „wie oft etwas unentschlossen zwischen Witz und Krimi pendelnd“, es sei jedoch „das letzte Drittel nach dem komödiantischen Part packend“, „Ein Fall von ‚Da weiß man, was man hat‘“.